# Ina (Saitama)
Ina (伊奈町?) è una cittadina giapponese della prefettura di Saitama.